# Ötztaler Ache
Ötztaler Ache er en højre biflod til Inn i Ötztal i den østrigske delstat Tyrol. Floden har en længde på 35 km, og den er en af de største og mest vandrige bifloder til Inn. Ötztaler Ache opstår ved Zwieselstein i Sölden, hvor Venter Ache og Gurgler Ache flyder sammen. Floden udmunder i Inn mellem Haiminger og Roppen.
Floden har en afvandingsareal op 984 km² med en middelhøjde på 2.400 m og en andel af gletsjere på 14 procent. Det er karakteristisk for floden, at den i maj/juni får en stigende vandmængde, der topper i højsommeren som følge af gletsjerafsmeltningen. Vandmængden falder igen betydeligt i efteråret.
Ötztaler Ache er en livlig flod, der ofte eroderer floddalen, og den er derfor reguleret med forskellige dæmninger. Der fører mere end fyrre broer over floden.
Gurgler Ache med en længde på 16 km er den ene kildeflod, der udspringer af gletsjeren Gurgler Ferner og flyder gennem Gurglertal, der er et kendt skiområde.
Venter Ache med en længde på 13 km er den anden kildeflod, som opstår hvor Niedertaler Ache (længde 10 km) flyder sammen med Rofenach (med en længde ligeledes på 10 km).
Flere floder munder ud i Ötzaler Ache. De højre bifloder er Windache, Fischbach, Horlachbach og Nederbach (eller Stuibenbach). De venstre bifloder er Rettenbach, Pollesbach, Lehnbach, Leiersbach og Tumpenbach.
Ötztaler Ache og den bifloder anvendes i sportslig sammen til rafting, kanofart og fiskeri.
46°56′19″N 11°01′34″Ø / 46.9386°N 11.0261°Ø